# Handicap invisible

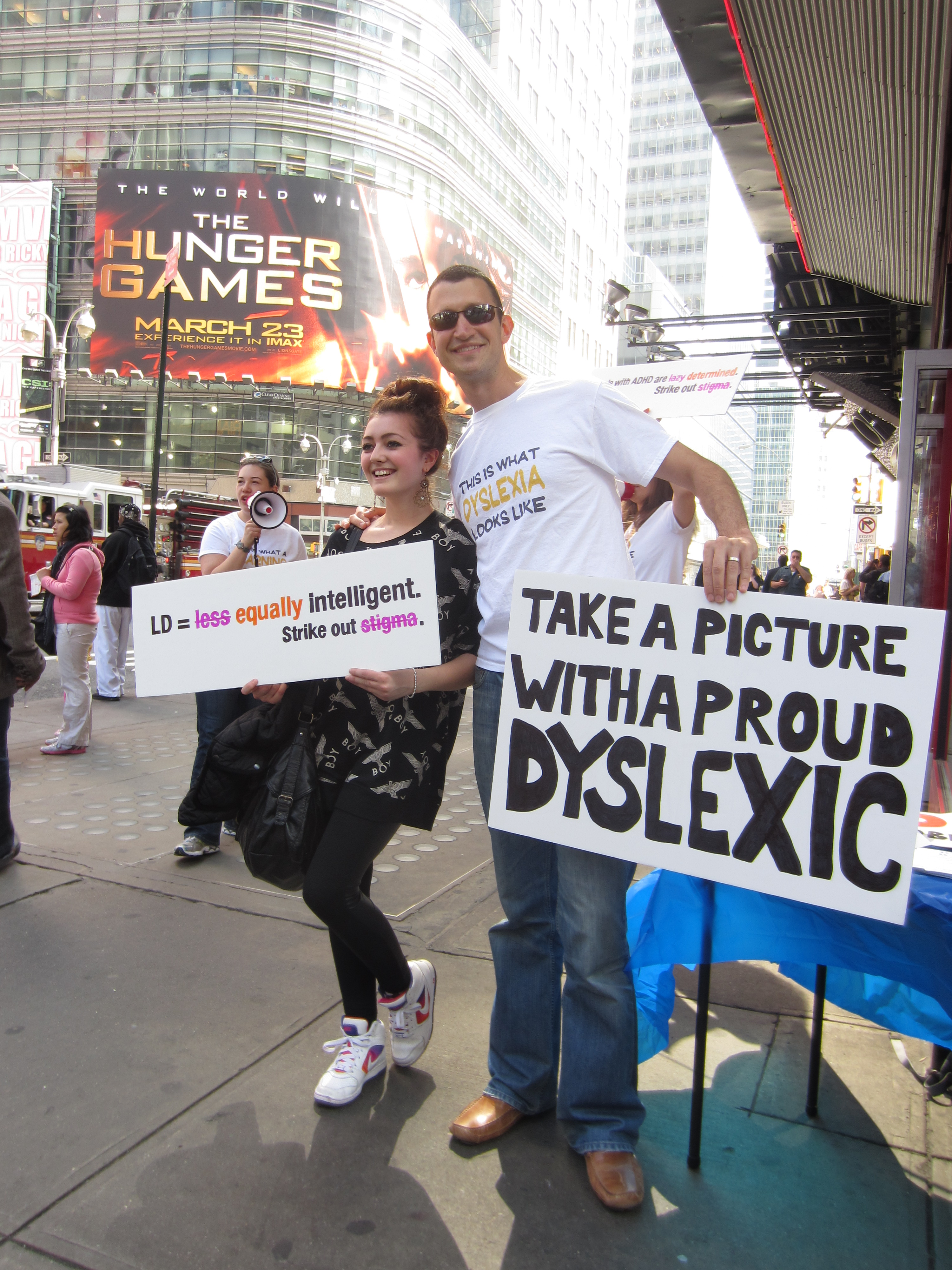
Deux participants à un évènement de sensibilisation aux troubles de l'apprentissage tiennent des pancartes: "Troubles de l'apprentissage = tout aussi intelligent. Stoppons la stigmatisation" et "Prenez-vous en photo avec un dyslexique fier"

Le handicap invisible est un handicap qui n'est pas apparent, ce qui revient pour un individu au fait d'avoir une limitation durable des possibilités d'interaction sans que l'entourage  ne puisse aisément comprendre qu'il s'agit bien d'un handicap. Si l'invisibilité est relative à la perception de son propre handicap, c'est l'anosognosie.
Cette notion est apparue comme une distinction relativement au handicap visible. Les troubles dont il est question sont pour la plupart incomparables entre eux dans la nature des affections et le type de handicap qu'elles créent. La plupart sont présentées comme « le » handicap invisible en ignorant les autres. À titre d'exemple, peuvent être distingués parmi les plus souvent cités :
- les troubles psychiques, cognitifs, ou du neurodéveloppement comme les troubles du spectre de l'alcoolisation fœtale, les lésions cérébrales acquises[1] (traumas crâniens[2], AVC[3], etc.), les TDAH[4], les TSA[5],[6], ou encore « les dys » (dyspraxie[7], dyslexie, dyscalculie, dysorthographie, etc.) ;
- les troubles physiques lorsqu'ils sont discrets, de la perception (surdité[8],[9], daltonisme, malvoyance), ou de la motricité, direct ou indirect (hernie discale, rhumatismes, souffle au cœur, etc.) ;
- les troubles liés à certaines maladies invalidantes (sclérose en plaques[10], diabète, hémophilie, épilepsie, certaines phases du cancer, du sida[11], etc.), mais aussi la douleur chronique liée à ces maladies ou à des affections typiquement douloureuses (fibromyalgie ou encore l'hypersensibilité chimique multiple (MCS), etc.).

Plus ou moins difficiles à déceler, ces affections incomparables entre elles autorisent le porteur à préserver leur invisibilité, et dans le cas contraire l'environnement social à croire qu'elles n'existent pas. Cette notion d'invisibilité du handicap pointe donc l'espace entre l’expérience vécue du handicap et l'image renvoyée.

## «Visibilité» du handicap
C'est une notion universitaire qui aborde la distance entre ce qui est perçu par les uns et ce qui l'est par les autres dans le cadre du handicap.
Elle mène aux questions anthropologiques du rapport à l'autre quand on est touché par un handicap, et globalement celles du mode d'inclusion ou d'exclusion dans les groupes humains relativement aux caractéristiques visibles.

### Rapport aux autres
En sociologie, Erving Goffman appelle « stigmate » l'écart par rapport aux attentes normatives des autres à propos de son identité, et il distingue les stigmates visibles et invisibles.
- Ainsi pour les handicaps visibles c'est la question de l'identification de la personne au handicap qui se pose. L'image que la société renvoie de l'individu handicapé tend à se réduire au handicap, c'est pourquoi la distinction « personne en situation de handicap » a été faite pour pointer une composante de la vie et non plus une caractérisation de l'individu. Comme l'explique le professeur Claude Hamonet[Note 1], sinon « on accentue la stigmatisation de la personne que l’on qualifie de « handicapée », comme si la responsabilité de ce qui se passe pour elle lui revenait. »[15]
- A contrario, pour le handicap invisible c'est l'absence d'image de handicap qui est pointée[Note 2]. L'image que la société renvoie de l'individu est celle d'une personne sans handicap, dont les difficultés de fonctionnement seraient corrigeables par la simple volonté. Que l'invisibilité soit recherchée ou pas, l’énergie déployée pour compenser le handicap n'est pas reconnue à la personne, potentiellement soupçonnée au contraire de ne pas faire d'effort. C'est cette incompréhension que combat la présentation de l'idée de handicap invisible, comme pour le trouble de l'attention où l'on peut lire que ces personnes « ne sont pas des grosses feignasses hyperactives qui ne font aucun effort pour rester tranquille, ils n'y peuvent rien. »[4] Surlignés, ces derniers mots dénoncent le défaut de reconnaissance.

C'est la source de la stigmatisation qui, qu'elle soit visible ou invisible, est un effet de la non conformité entre la perception sociale de l'entourage et le vécu tel qu'il est ressenti. Pour lutter contre cela, il est alors question d'un travail de conquête ou de reconquête de l'estime de soi qui passe par l'auto-qualification, c'est-à-dire en permettant « un mode d’expression et de quantification » du handicap par la personne elle-même, à des fins d'adaptation ou de réadaptation.
En France, la RQTH qui est censée prévenir la discrimination des personnes concernées dans le monde du travail n'est pas toujours efficace.

### Dans le rapport à soi
Cette « subjectivité », c'est-à-dire le handicap tel qu'il est vécu, est maintenant décrite comme une dimension du handicap lui-même, affectée par l'image renvoyée par l'autre, et qui influence à son tour chacune des autres dimensions du handicap que sont les « modifications du corps », les « limitations fonctionnelles », et les « obstacles dans les situations de vie ».
Le handicap peut être ressenti par l’intéressé et rester invisible aux autres, mais il peut aussi être visible par les autres et invisible par l’intéressé, on parle d'anosognosie. Dans les deux cas il y a une rupture de communicabilité qui entraîne les problèmes sociaux évoqués dans le rapport aux autres.
S'il est invisible autant par l’intéressé que par l'entourage, la communication persiste, mais la réalisation, la sortie de l'anosognosie, devient difficile dans la mesure où elle risque de rompre la communication.

## Handicap psychique
L'association handicap invisible distingue ainsi pour les traumatisés crâniens le handicap psychique du handicap mental :
«  À la différence d'un handicapé mental, les capacités intellectuelles d'un handicapé psychique sont indemnes, mais la possibilité de les utiliser est déficiente. La prise de médicament est souvent indispensable, associée à des soins pour pallier les incapacités à penser et à décider.  »
« Une grande fatigabilité, des troubles attentionnels, le manque d'initiative, le défaut de stratégie, une mémoire défaillante, l'agnosie (difficulté à se représenter ses propres troubles)... » Ce sont des troubles classiques en cas de lésion cérébrale acquise, tous assimilables à un manque d'effort car difficiles à se représenter.
« La personne avec un traumatisme crânien a souvent des difficultés à se faire reconnaître par les autres comme handicapée. Les situations de handicap sont mal identifiées par son entourage qui ne comprend pas les difficultés qu’elle peut rencontrer sur des tâches simples. Pour l’entourage, il est plus facile d’admettre les déficits comme étant des traits de caractère ou des défauts : l’impulsivité, la paresse, la nonchalance, la colère. »

## Catégories
L'université du Massachussets, en parternariat avec le site Web disabled-world.com, a différencié plusieurs types de handicaps invisibles, avec une liste d'affections considérées comme des handicaps invisibles.
Cette liste inclut les maladies chroniques comme le diabète, l'insuffisance rénale, et les troubles du sommeil, à partir du moment où celles-ci ont un impact significatif sur les activités quotidiennes.
Ci-dessous, la classification par types :
- Douleur chronique : une multiplicité de conditions peuvent causer des douleurs chroniques et rester impossible à identifier pour les personnes qui ne comprennent pas la condition médicale spécifique de la personne affectée
- Fatigue chronique : la fatigue chronique (voir aussi Syndrome de fatigue chronique) peut constituer un handicap significatif qui affecte tous les aspects de la vie d'une personne
- Maladie mentale : les troubles psychiques peuvent être extrêmement débilitants pour les personnes et les empêcher d'accomplir leurs activités quotidiennes
- Vertige chronique : les vertiges, souvent associés à des problèmes de l'oreille interne, peuvent constituer un handicap dans des activités telles que le travail, la conduite, l'écriture, la marche, le sommeil, etc.